# Конституция Эфиопии (1987)
Конституция Народно-Демократической Республики Эфиопия от 1987 года (амх. የኢትዮጵያ ሕዝቦች ዴሞክራሲያዊ ሪፐብሊክ ሕገ መንግሥት) была третьей за историю конституцией Эфиопии и вступила в силу 22 февраля 1987, после референдума 1 февраля того же года. Его принятие положило начало Народно-Демократической Республике Эфиопия (НДРЭ).

## Содержание
Документ состоял из 17 глав и 119 статей. В преамбуле прослеживается происхождение Эфиопии с древних времён, провозглашается исторический героизм ее народа, восхваляются значительные природные и человеческие ресурсы страны и содержится обязательство продолжать борьбу против империализма, нищеты и голода. Главной заботой правительства было провозглашено развитие страны за счет реализации Программы национально-демократической революции, которую Касахун Анкоса провозгласил в речи 20 апреля 1976 г. При этом предполагалось, что материально-техническая база необходима для построения социализма.
В конституции была предпринята попытка поместить Эфиопию в контекст всемирного движения «прогрессивных государств» . Критики утверждают, что конституция была не более чем сокращенной версией советской конституции 1977 года, за исключением широких полномочий, которыми наделен президент. Второе различие между эфиопской и советской конституциями заключается в том, что первая объявила страну унитарным государством, а не федерацией. Законодательный орган, состоящий из 835 членов, Государственный Совет, был определен как высший орган государственной власти. Его члены избирались на пятилетний срок. Исполнительная власть принадлежала президенту, избираемому Национальным Советом на пятилетний срок, и кабинету, также назначаемому Советом. Президент был официальным председателем Государственного совета, высшего исполнительного органа страны. Когда Совет не заседал ( большую часть года), Президент имел право действовать от имени законодательного органа и издавать «специальные указы» вместо закона. Если такие указы не получали согласия Совета на его ближайшем заседании, они считались аннулированными.
Фактическая власть, однако, принадлежала Рабочей партии Эфиопии, определяемой как ведущая сила государства и общества. В частности, фактическая власть принадлежала президенту Менгисту, который был не только президентом страны, но и генеральным секретарем РПЭ. Он и другие выжившие члены Дерга доминировали в Политбюро WPE. По сути, структура власти, установленная конституцией, была точной копией структуры власти в других коммунистических странах. Партии было предоставлено даже больше власти, чем правительству, которое действовало более или менее как приводной ремень для партии. Как и в случае с другими коммунистическими законодательными органами, Национальный Совет номинально было наделено большими законотворческими полномочиями, но принципы демократического централизма сводили его к простому штампу для решений, уже принятых WPE и ее Политбюро. Например, право Совета накладывать вето на «специальные указы», издаваемые Государственным советом, почти никогда не применялось на практике, а это означает, что эти указы фактически имели силу закона. Конституция гарантировала все виды гражданских прав и личных свобод, таких как свобода слова, печати, религии, передвижения, собраний и ассоциаций. Граждане также имеют право на справедливое судебное разбирательство и бесплатное образование. На практике правительство почти не обращало внимания на эти свободы. Как и в эпоху Дерга, произвольные аресты, пытки и казни процветали, и Эфиопия находилась в самом низу или почти в самом низу по большинству показателей прав человека и гражданских свобод.

## Голосование
Референдум по новой конституции был проведен 1 февраля 1987 года, президент Менгисту объявил результаты через три недели. Он сообщил, что 96 процентов из 14 миллионов человек, имеющих право на участие (взрослые от восемнадцати лет и старше) проголосовали на референдуме. Конституцию поддержали 81% избирателей, против новой конституции выступили 18% (1% бюллетеней признан недействительным). Хотя это был первый референдум в истории Эфиопии, основанный на всеобщем голосовании, присутствие кадров РПЭ по всей стране гарантировало принятие конституции. Однако в Тыграе и Эритрее референдумы прошли только в городских центрах, поскольку большая часть остальных территорий этих регионов контролировалась Народно-освободительным фронтом Тыграя и Народно-освободительным фронтом Эритреи. В других местах, таких как районы Волло и Гондэр, голосование проходило в условиях повышенных мер безопасности.
Хотя конституция официально вступила в силу в тот же день, когда была провозглашена НДРЭ, 22 февраля 1987 г., только в сентябре того же года новая конституция было полностью сформирована.